# Korenita (Serbia)
Korenita (cyr. Коренита) – wieś w Serbii, w okręgu maczwańskim, w mieście Loznica. W 2011 roku liczyła 2415 mieszkańców.